# Lista de vice-governadores do Rio Grande do Sul
Esta é a lista de vice-governadores do estado do Rio Grande do Sul.

## Antecedentes históricos
Tomando por base o período posterior ao Estado Novo, cabe ressalvar que o Rio Grande do Sul (tal como o Acre e o Amazonas) era um dos poucos estados onde existia apenas o cargo de governador. Somente durante o Regime Militar de 1964 a Emenda Constitucional Número Um de 1969 instituiu a obrigatoriedade da figura do vice-governador nos estados brasileiros a partir de 1970.

## Relação dos vice-governadores
| Ordem | Lista de vice-governadores do Rio Grande do Sul | Início do mandato     | Fim do mandato        | Cidade onde nasceu   | Unidade federativa | Notas      | Referências |
| 01    | Edmar Fetter                                    | 15 de março de 1971   | 15 de março de 1975   | Pelotas              | Rio Grande do Sul  | [ nota 2 ] | [ 2 ] [ 3 ] |
| 02    | José Augusto Amaral de Souza                    | 15 de março de 1975   | 15 de março de 1979   | Palmeira das Missões | Rio Grande do Sul  |            | [ 4 ]       |
| 03    | Otávio Badui Germano                            | 15 de março de 1979   | 15 de março de 1983   | Cachoeira do Sul     | Rio Grande do Sul  |            | [ 5 ]       |
| 04    | Cláudio Ênio Strassburger                       | 15 de março de 1983   | 15 de março de 1987   | Porto Alegre         | Rio Grande do Sul  |            |             |
| 05    | Sinval Sebastião Duarte Guazzelli               | 15 de março de 1987   | 2 de abril de 1990    | Vacaria              | Rio Grande do Sul  | [ nota 3 ] | [ 6 ]       |
| 06    | João Gilberto Lucas Coelho                      | 15 de março de 1991   | 1º de janeiro de 1995 | Quaraí               | Rio Grande do Sul  | [ nota 4 ] | [ 7 ]       |
| 07    | Vicente Joaquim Bogo                            | 1º de janeiro de 1995 | 1º de janeiro de 1999 | Rio do Oeste         | Santa Catarina     |            | [ 8 ]       |
| 08    | Miguel Soldatelli Rossetto                      | 1º de janeiro de 1999 | 1º de janeiro de 2003 | São Leopoldo         | Rio Grande do Sul  |            | [ 9 ]       |
| 09    | Antônio Carlos Hohlfeldt                        | 1º de janeiro de 2003 | 1º de janeiro de 2007 | Porto Alegre         | Rio Grande do Sul  |            |             |
| 10    | Paulo Afonso Girardi Feijó                      | 1º de janeiro de 2007 | 1º de janeiro de 2011 | Porto Alegre         | Rio Grande do Sul  |            |             |
| 11    | Jorge Alberto Duarte Grill                      | 1º de janeiro de 2011 | 1º de janeiro de 2015 | Pelotas              | Rio Grande do Sul  |            |             |
| 12    | José Paulo Dornelles Cairoli                    | 1º de janeiro de 2015 | 1º de janeiro de 2019 | Porto Alegre         | Rio Grande do Sul  |            |             |
| 13    | Ranolfo Vieira Júnior                           | 1º de janeiro de 2019 | 31 de março de 2022   | Esteio               | Rio Grande do Sul  |            | [ 10 ]      |
| 14    | Gabriel Vieira de Souza                         | 1º de janeiro de 2023 | em exercício          | Tramandaí            | Rio Grande do Sul  |            |             |

Legenda
| Cor     | Significado                                                                                 |
| Verde   | Mandatários eleitos por votação direta ou indireta (por escolha da Assembleia Legislativa). |
| Amarelo | Mandatários eleitos indiretamente segundo as regras do Regime Militar de 1964.              |